# Trama bazarovi
Trama bazarovi är en insektsart. Trama bazarovi ingår i släktet Trama och familjen långrörsbladlöss. Inga underarter finns listade i Catalogue of Life.